# Jason Williams
Jason Chandler Williams (Belle, 18 de Novembro de 1975) é um ex-jogador profissional de basquetebol  norte americano que jogou na NBA entre 1998 e 2010 na posição de armador (Point-Guard). Nascido em Belle, na Virgínia Ocidental, Williams jogou na liga universitária estadunidense pela Universidade Marshall e pela Universidade da Flórida. Em 1998 ele tornou-se elegível para o Draft, sendo selecionado na sétima pick pelo Sacramento Kings. Ao longo de sua carreira, Williams jogou também pelo Memphis Grizzlies (onde jogou suas duas melhores temporadas), Miami Heat (onde conquistou seu único título, na temporada 2005-06), e Orlando Magic. Devido a seu estilo de jogo chamativo, em muito inspirado no basquete de rua, Williams recebeu o apelido de "White Chocolate" (chocolate branco).

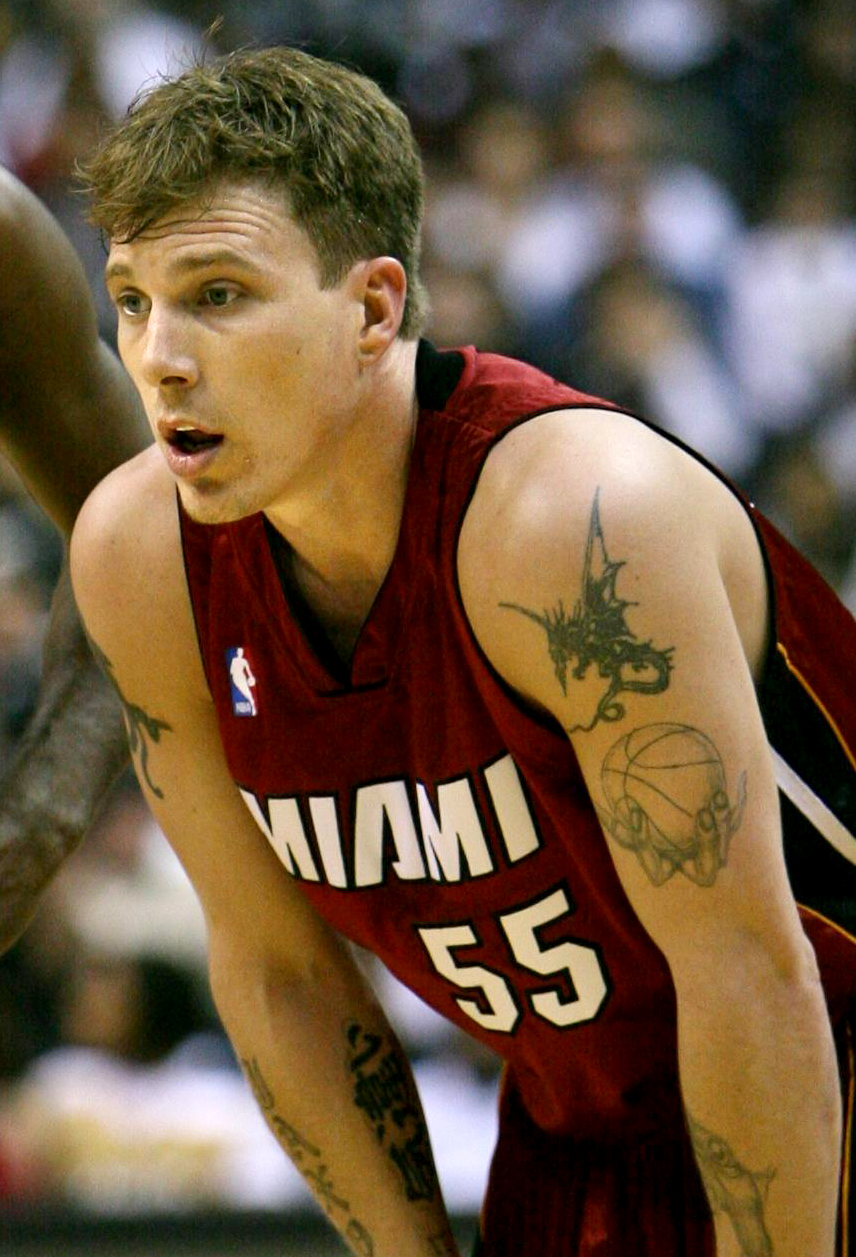
Jason Williams na época de Miami Heat.

## Estatísticas na NBA
| † | Campeão da temporada da NBA |

| Ano      | Team       | PJ  | PI  | MPJ  | AP%  | 3P%  | LL%  | RT  | AS  | BR  | TO | PPJ  |
| -------- | ---------- | --- | --- | ---- | ---- | ---- | ---- | --- | --- | --- | -- | ---- |
| 1998-99  | Sacramento | 50  | 50  | 36.1 | .374 | .310 | .752 | 3.1 | 6.0 | 1.9 | .0 | 12.8 |
| 1999-00  | Sacramento | 81  | 81  | 34.1 | .373 | .287 | .753 | 2.8 | 7.3 | 1.4 | .1 | 12.3 |
| 2000-01  | Sacramento | 77  | 77  | 29.7 | .407 | .315 | .789 | 2.4 | 5.4 | 1.2 | .1 | 9.4  |
| 2001-02  | Memphis    | 65  | 65  | 34.4 | .382 | .295 | .792 | 3.0 | 8.0 | 1.7 | .1 | 14.8 |
| 2002-03  | Memphis    | 76  | 76  | 31.7 | .388 | .354 | .840 | 2.8 | 8.3 | 1.2 | .1 | 12.1 |
| 2003-04  | Memphis    | 72  | 68  | 29.4 | .407 | .330 | .837 | 2.0 | 6.8 | 1.3 | .1 | 10.9 |
| 2004-05  | Memphis    | 71  | 68  | 27.5 | .413 | .324 | .792 | 1.7 | 5.6 | 1.1 | .1 | 10.1 |
| 2005-06† | Miami      | 59  | 56  | 31.8 | .442 | .372 | .867 | 2.4 | 4.9 | .9  | .1 | 12.3 |
| 2006-07  | Miami      | 61  | 55  | 30.6 | .413 | .339 | .913 | 2.3 | 5.3 | 1.0 | .0 | 10.9 |
| 2007-08  | Miami      | 67  | 53  | 28.1 | .384 | .353 | .863 | 1.9 | 4.6 | 1.2 | .1 | 8.8  |
| 2009-10  | Orlando    | 82  | 18  | 20.8 | .444 | .380 | .756 | 1.5 | 3.6 | .6  | .0 | 6.0  |
| 2010-11  | Orlando    | 16  | 0   | 10.7 | .342 | .304 | .000 | 1.4 | 1.5 | .5  | .0 | 2.1  |
| 2010-11  | Memphis    | 11  | 0   | 11.3 | .310 | .200 | .000 | .7  | 2.5 | .3  | .1 | 1.9  |
| Carreira | Carreira   | 788 | 667 | 29.4 | .398 | .327 | .813 | 2.3 | 5.9 | 1.2 | .1 | 10.5 |

| Ano      | Time       | PJ | PI | MPJ  | AP%  | 3P%  | LL%   | RT  | AS  | BR  | TO | PPJ  |
| -------- | ---------- | -- | -- | ---- | ---- | ---- | ----- | --- | --- | --- | -- | ---- |
| 1999     | Sacramento | 5  | 5  | 32.6 | .356 | .310 | 1.000 | 3.6 | 4.0 | 1.6 | .2 | 10.0 |
| 2000     | Sacramento | 5  | 5  | 29.0 | .375 | .320 | .800  | 1.6 | 2.4 | .6  | .0 | 10.4 |
| 2001     | Sacramento | 8  | 8  | 23.9 | .426 | .367 | 1.000 | 2.3 | 2.9 | 1.0 | .0 | 8.8  |
| 2004     | Memphis    | 4  | 4  | 32.5 | .326 | .286 | 1.000 | 2.3 | 4.5 | .5  | .0 | 10.8 |
| 2005     | Memphis    | 4  | 4  | 28.5 | .528 | .476 | 1.000 | 2.3 | 5.3 | 1.5 | .0 | 17.0 |
| 2006†    | Miami      | 23 | 23 | 29.8 | .405 | .274 | .844  | 2.0 | 3.9 | .7  | .0 | 9.3  |
| 2007     | Miami      | 4  | 4  | 28.0 | .250 | .294 | .800  | 2.0 | 3.5 | 1.3 | .3 | 5.8  |
| 2010     | Orlando    | 14 | 0  | 13.7 | .342 | .250 | 1.000 | .8  | 1.6 | .3  | .0 | 2.6  |
| Carreira | Carreira   | 67 | 53 | 25.9 | .393 | .309 | .889  | 1.9 | 3.3 | .8  | .0 | 8.3  |